# Scorpaena annobonae
Scorpaena annobonae behoort tot het geslacht Scorpaena van de familie van schorpioenvissen. Deze soort komt voor in het centraal-oosten van de Atlantische Oceaan en is bekend van een exemplaar gevonden in Annobón. De soort komt voor op diepten van 9 tot 48 m. Zijn lengte bedraagt zo'n 4,4 cm.